# Francisco Techera
Francisco Techera, vollständiger Name Francisco Emiliano Techera Bergalo, (* 16. Dezember 1994 in Maldonado) ist ein uruguayischer Fußballspieler.

## Karriere
Der 1,80 Meter große Mittelfeldakteur Techera steht mindestens seit der Saison 2013/14 beim seinerzeitigen Zweitligisten Club Atlético Atenas im Kader. Beim Verein aus San Carlos absolvierte in jener Spielzeit 2013/14 acht Partien in der Segunda División. Ein Tor erzielte er nicht. Am Saisonende stieg sein Verein in die höchste uruguayische Spielklasse auf. In der Saison 2014/15 wurde er achtmal (kein Tor) in der Primera División eingesetzt, konnte mit seinem Klub die unmittelbare Rückkehr in die Zweitklassigkeit jedoch nicht verhindern. In der Spielzeit 2015/16 stehen für ihn zwölf Zweitligaeinsätze (kein Tor) zu Buche.